# The First Class
The First Class is een voormalige Britse studiogroep die was samengesteld door singer-songwriter en producer John Carter en die verder ook bestond uit zangers Tony Burrows en Chas Mills.
Samen met zijn vrouw Jill Shakespeare schreef Carter de grootste hit van The First Class: Beach Baby (1974), dat ook een grote hit werd in Nederland. In dit nummer, geschreven in de traditie van The Beach Boys, zit een trompetsolo die is geleend uit de vijfde symfonie van de Finse componist Jean Sibelius. Ook zit er een verwijzing in naar Let's go to San Francisco van The Flower Pot Men.
Na dat eerste succes maakte Carter met The First Class nog een aantal singles en twee albums, maar die hadden geen succes. In 1983 werd Beach Baby opnieuw uitgebracht in Nederland.
In 1976 werd een punt gezet achter The First Class.